# Кертіс Аксель
Джозеф Кертіс «Джо» Хенніг (англ. Joseph Curtis «Joe» Hennig) — учасник другого сезону NXT, який посів друге місце. На даний момент звільнений вже дуже давно і не виступає в WWE під ім'ям Кертіс Аксель. Онук Ларрі Хенніга («The Axe») і син «Містера Неперевершений» Курта Хенніга.

## Біографія
У 2007 році Хенніг дебютував у WWE FCW. За час перебування в FCW, Хенніг тричі ставав командним чемпіоном, а також Чемпіоном у важкій вазі.
На початку 2010 року його перевели на NXT. Дебют в основному ростері відбувся 18 жовтня 22010 на Raw, де він і Хаскі Харріс були прийняті в Нексус. 23 травня разом з Девідом Отонгою билися проти діючих чемпіонів командних змагань WWE Кейна і Біг Шоу і перемогли. 22 серпня на RAW, програли їх Кофі Кінгстона і Евану Борну. Після цього незабаром знову був переведений на NXT.

## Альянс з Полом Хейманом
У 2013 році повернувся на RAW під новим ім'ям — Кертіс Аксель (трохи змінене ім'я батька і перероблене прізвисько діда). У той же вечір відбувся його дебютний поєдинок з Тріпл Ейчем, який закінчився перемогою Акселя, так як Гравець після бою з Броком Леснар на Extreme Rules 2013 не встиг вчасно відновитися. Решта два матчі теж закінчилися перемогою Кертіса. Брет Харт порадив Кертісу припинити співпрацю з Полом Хейманом, але Кертіс різко відкинув цю пропозицію. Пізніше того ж вечора Кертіс Аксель переміг Джона Сіну. На Smackdown здобув перемогу над Сін Карою. На наступному Smackdown! здобув перемогу над Крісом Джеріко по відліку, після того як Кріс відволікся на тітантрон CM Панка. Пізніше на Raw було оголошено, що він замінить Фанданго в матчі «потрійна загроза» за Інтерконтинентальний пояс на WWE Payback. На Monday Night Raw вдруге переміг Тріпл Ейча через те що Вінс МакМен зупинив матч. На Payback переміг Уейда Барретта і Міза у тристоронньому матчі, і став новим інтерконтинентальним чемпіоном. На Monday Night Raw (08.07.2013) програв Крісу Джеріко

## В реслінгу
Фінішер
- Perfect-Plex (Bridging fisherman suplex) — перейняв у свого батька
- Running one-armed swinging neckbreaker

Улюблені прийоми
- Belly to belly suplex
- Rolling neck snap
- Running dropkick

Музичні теми
- «We Are One» від 12 Stones
- «This Fire Burns» від Killswitch Engage
- «Death Blow» від VideoHelper Production Library
- «All About the Power» від Джима Джонсона
- «And the Horse He Rode in On» by Reluctant Hero
- «Reborn» by CFO$

## Титули і нагороди
Florida Championship Wrestling
- FCW Florida Heavyweight Championship (1 раз)
- FCW Florida Tag Team Championship (3 times) — with Heath Miller (1), [1] Brett DiBiase (1)[11] and Kaval (1)[11]

Pro Wrestling Illustrated
- PWI Rookie of the Year (2008)
- PWI Feud of the Year (2010) The Nexus vs. WWE
- PWI Most Hated Wrestler of the Year (2010) as part of The Nexus
- PWI ranked him #47 of the top 500 singles wrestlers in the PWI 500 in 2013

World Wrestling Entertainment / WWE
- Інтерконтинентальний чемпіон WWE (1 раз)
- Командне чемпіонство WWE/RAW (2 раз) — з Девідом Отонгою і Бо Далласом